# NGC 1087
NGC 1087 este o intermediate spiral galaxy⁠(d) situată în constelația Balena. A fost descoperită în 9 octombrie 1785 de către William Herschel. Se află la o distanță de 14 megaparseci de Pământ.